# Сан-Жозе-ди-Эспиньярас
Сан-Жозе-ди-Эспиньярас (порт. São José de Espinharas) — муниципалитет в Бразилии, входит в штат Параиба. Составная часть мезорегиона Сертан штата Параиба. Входит в экономико-статистический микрорегион Патус. Население составляет 4452 человека на 2006 год. Занимает площадь 725,654 км². Плотность населения — 6,1 чел./км².

## Статистика
- Валовой внутренний продукт на 2003 год составляет 12 971 212,00 реалов (данные: Бразильский институт географии и статистики).
- Валовой внутренний продукт на душу населения на 2003 год составляет 2729,06 реалов (данные: Бразильский институт географии и статистики).
- Индекс развития человеческого потенциала на 2000 год составляет 0,593 (данные: Программа развития ООН).